# Kapel van Helshoven
De Kapel van Helshoven of Kapel Onze-Lieve-Vrouw van de Blijde Vrede is een eeuwenoud gebedsoord in Helshoven, een gehucht van de Borgloonse deelgemeente Hoepertingen, in België.
De kapel ligt aan de heirbaan Boulogne-Kassel-Keulen. Oorspronkelijk stond hier een in 1254 opgericht oratorium of bidkapel, gebouwd door de Johannieters, die later ridders van de Orde van Malta werden genoemd.
De Johannieters bezaten een gasthuis tegenover de kapel ter verzorging van de voorbijtrekkende pelgrims. Toen ze in de 14e eeuw in geldnood geraakten, verkochten hun bezittingen te Helshoven aan Gozewijn, een commandeur van de Duitse Orde. Rond 1574 werd de kapel tijdens de Tachtigjarige Oorlog door brand verwoest.
Edmond Godfried van Bocholtz (1615-1690), landcommandeur van Alden Biesen, bouwde de kapel rond 1661 weer op. Zijn wapenschild is nog steeds aanwezig boven de ingang van de kapel. In april 1674 werd, om in het onderhoud van het gebouw te voorzien, toelating aan Gerardus van Deventer uit Terheijden gegeven, tot dan toe kluizenaar in Lantremange, om naast de kapel een kluis te bouwen.
Er verbleven achtereenvolgens in totaal 14 mannelijke kluizenaars. Ze onderhielden de kapel gedurende 234 jaar, verzorgden zieken en gaven onderwijs. De laatste overleed in 1908 (Andreas Gielen). Broeder Andreas verbleef er gedurende 56 jaar.
De kluis geraakte daarna in verval en werd afgebroken in 1925. De kapel is toegewijd aan Onze-Lieve-Vrouw, koningin van de Blije Vrede. Haar beeld werd tijdens het bezoek van paus Johannes Paulus II aan België in 1985 te Ieper gewijd.
In de kapel staat een preekstoel in zuiver gotische stijl uit 1550 en een biechtstoel uit 1570.
Sinds 1974 is de kapel een beschermd monument. De laatste restauratie dateert van 1995.

## Galerij

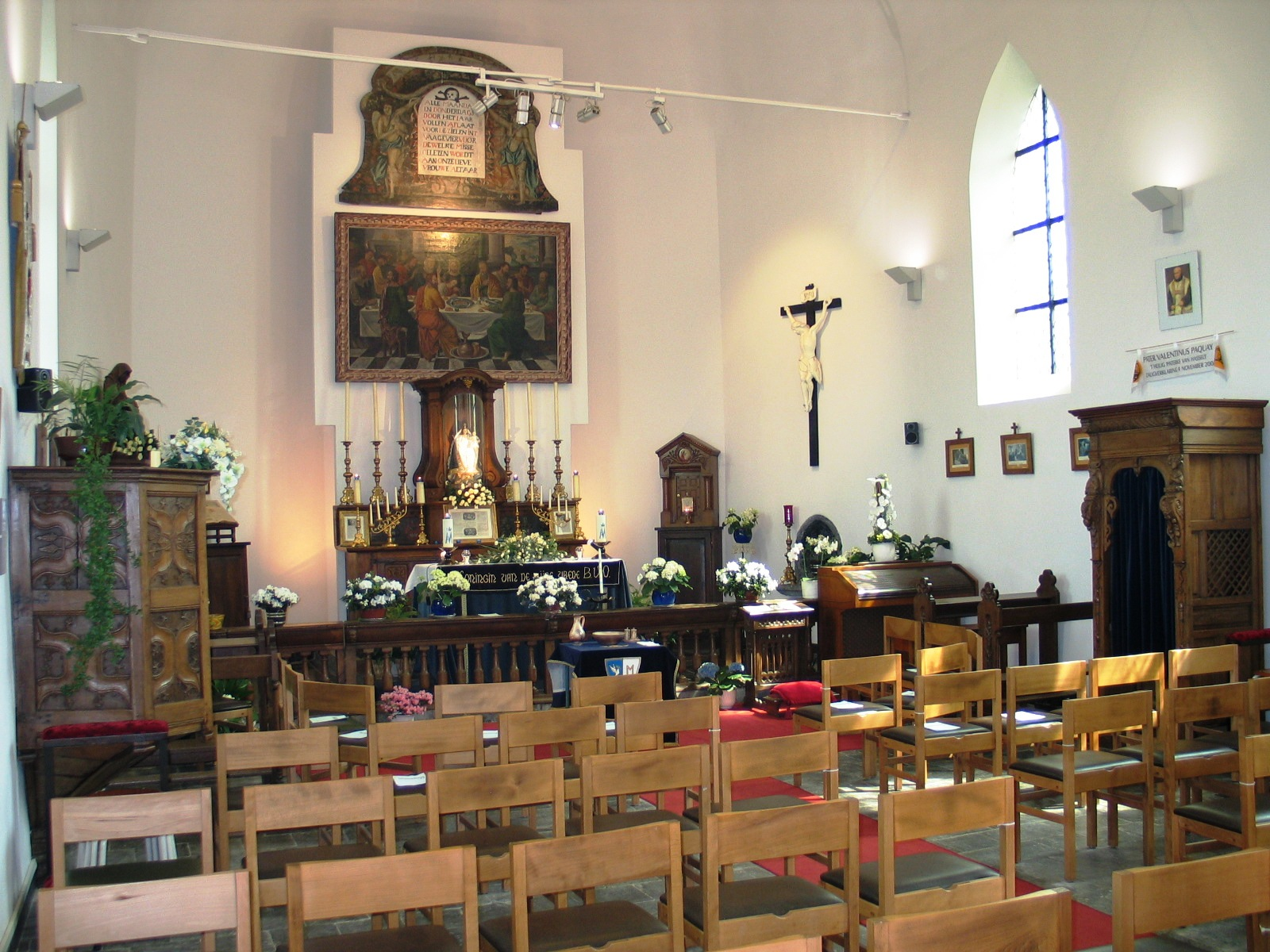
Interieur van de kapel
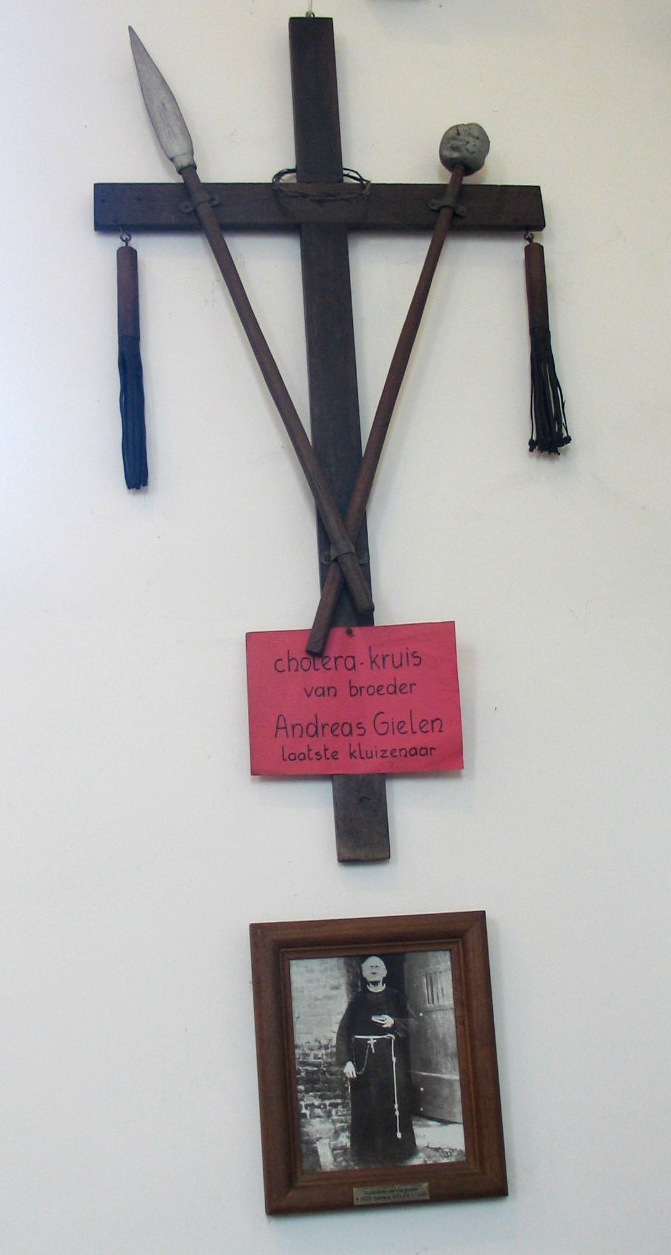
Cholerakruis van Andreas Gielen
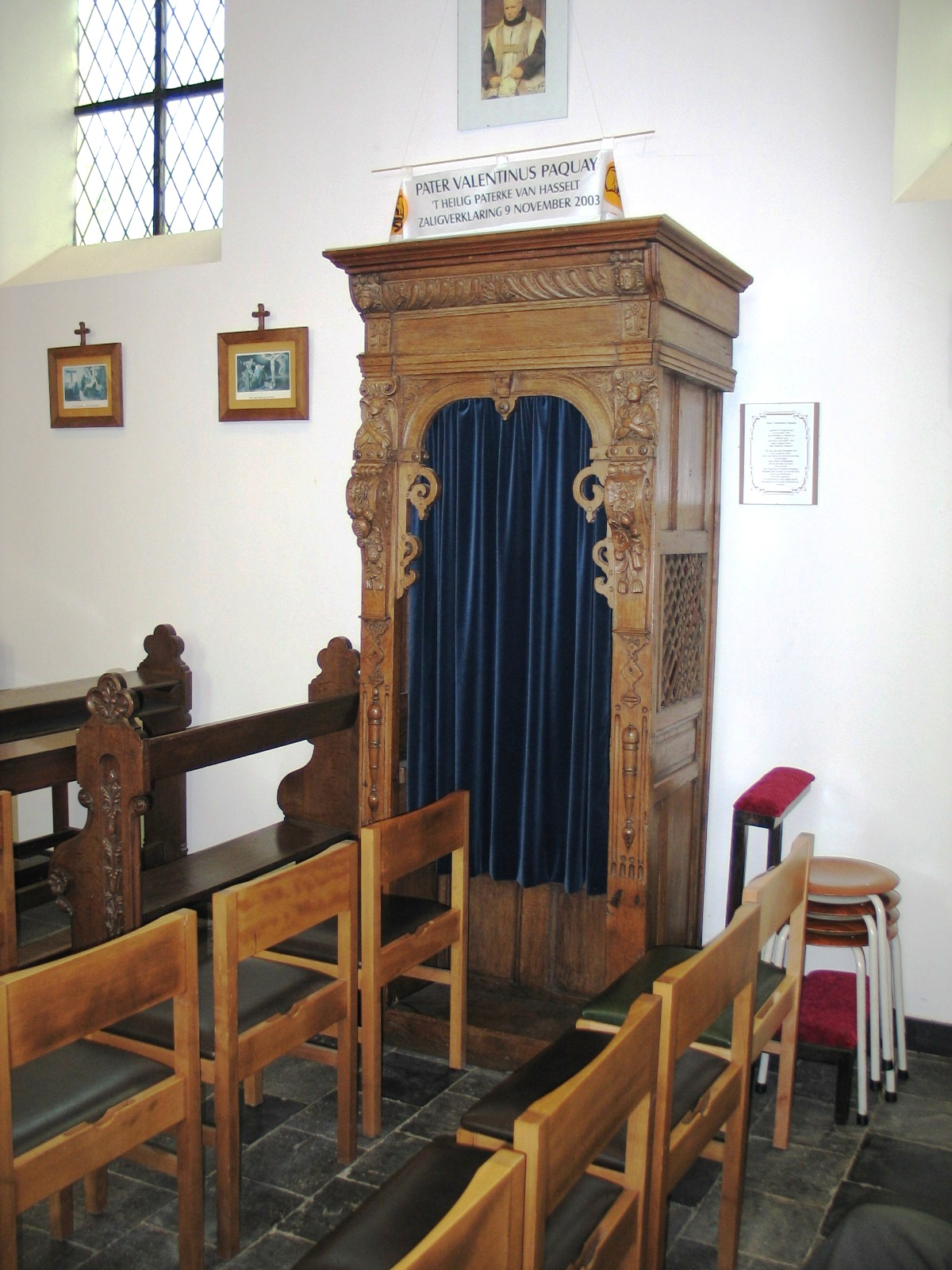
Biechtstoel uit 1570
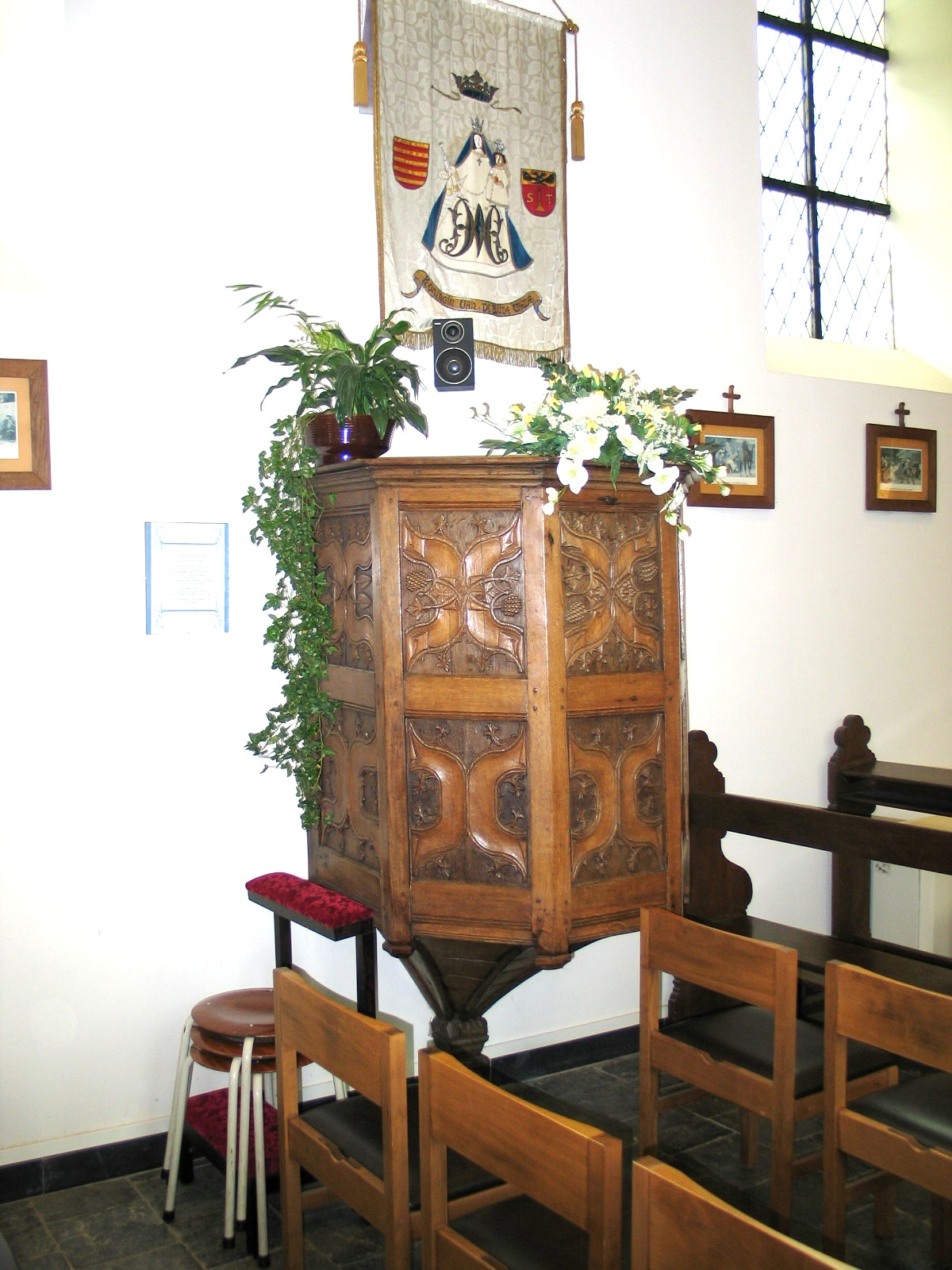
preekstoel uit 1550
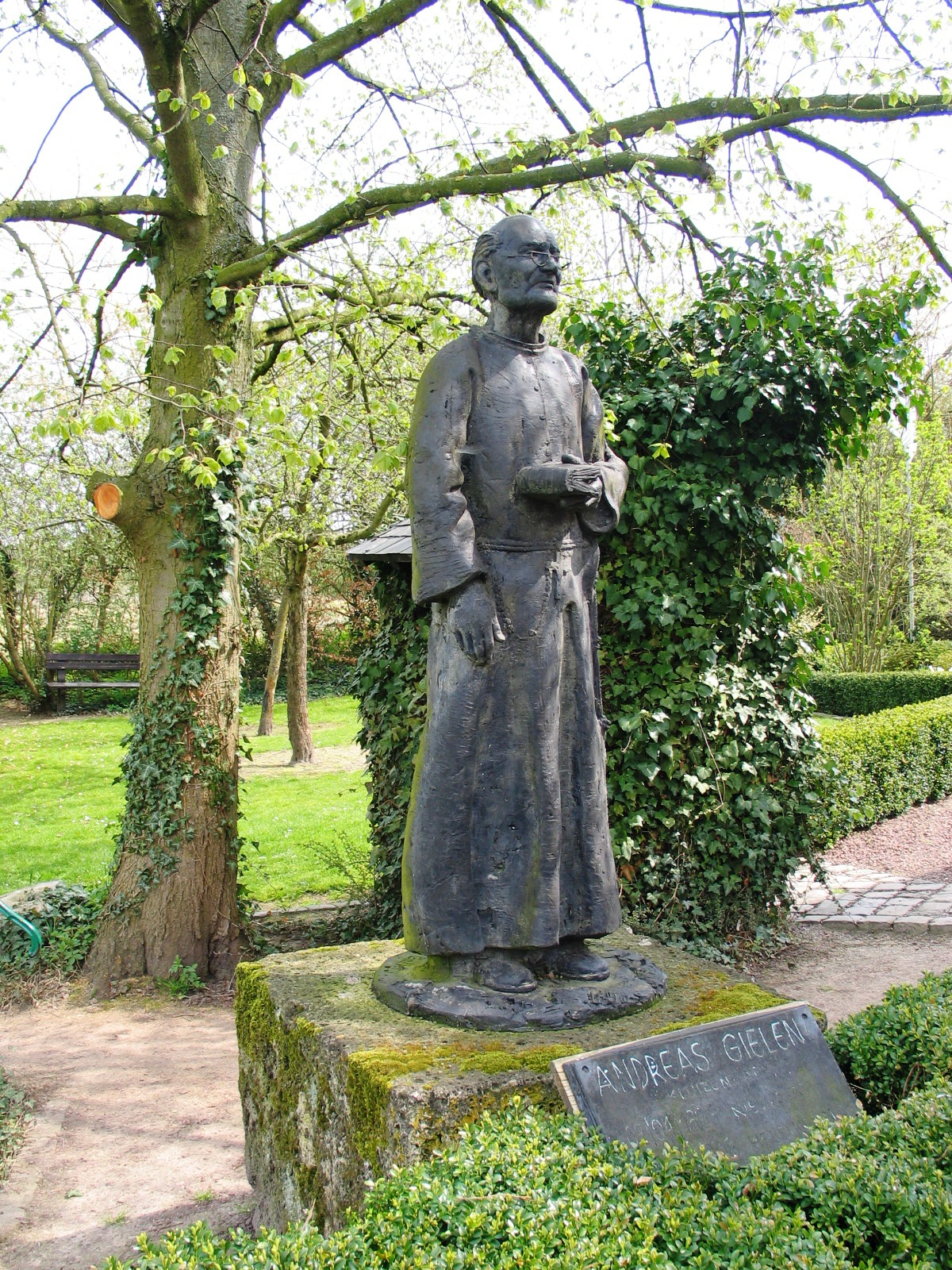
Standbeeld van de laatste kluizenaar, Andreas Gielen